# تریپتی میترا
تریپتی میترا (انگلیسی: Tripti Mitra; ۲۵ اکتبر ۱۹۲۵ – ۲۴ می ۱۹۸۹) هنرپیشه، کارگردان اهل هند بود.
او در فیلم گوپینات بازی کرده است.